# Wilhelm Arnold Eschenburg

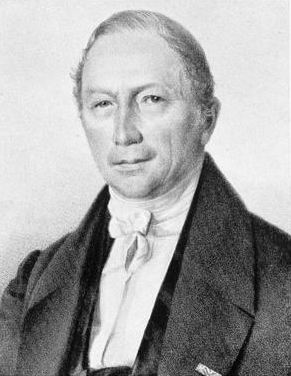
Wilhelm Arnold Eschenburg

Wilhelm Arnold Eschenburg (* 15. September 1778 in Braunschweig; † 11. August 1861 in Detmold) war ein deutscher Jurist und von 1832 bis 1848 Regierungschef im Fürstentum Lippe.
Eschenburg war der Sohn des Johann Joachim Eschenburg. Er besuchte das Gymnasium und ab 1792 das Collegium Carolinum in Braunschweig. Er studierte von 1797 bis 1800 in Göttingen Jura und schloss hier Freundschaft mit Carl Friedrich Gauß. Nach Beendigung seines Studiums trat er in den braunschweigischen Staatsdienst und wurde 1805 von Herzog Karl Wilhelm Ferdinand zu dessen persönlichem Sekretär ernannt. Mit dem Herzog nahm Eschenburg am Vierten Koalitionskrieg teil und war bei Karl Wilhelm Ferdinands Tod am 10. November 1806 als Folge der Schlacht bei Auerstedt zugegen.
Das Herzogtum Braunschweig fiel an das Königreich Westphalen, und Eschenburg arbeitete als Generalsekretär der Präfektur des Okerdepartements. Nach Wiederherstellung des Herzogtums im Jahre 1814 war er als Hofrat und Geheimer Sekretär im herzoglichen Geheimrathscollegium tätig. Als Karl II. 1823 die Regierungsgeschäfte übernahm, wurde Eschenburg zum Ende des Jahres Geheimer Justizrat und beriet als solcher das herzogliche Staatsministerium. Trotz seiner Verdienste wurde er 1827 durch den Herzog als Rat an die herzogliche Kammer versetzt und damit degradiert.
Als ihn 1829 der Ruf des lippischen Fürsten Leopold II. erreichte, als Regierungs- und Kammerdirektor in dessen Dienste zu treten, zog Eschenburg nach Detmold. 1832 wurde er zum Regierungspräsidenten des Fürstentums ernannt. Unter seiner Ägide erhielt das Fürstentum zu Beginn des Jahres 1836 eine Konstitution und zum Jahreswechsel 1841/42 trat es dem Deutschen Zollverein bei. Eschenburg ging im März des Jahres 1848 in den Ruhestand. Sein Nachfolger als Regierungschef wurde Friedrich Simon Leopold Petri. Wilhelm Arnold Eschenburg starb im Alter von 82 Jahren am 11. August 1861 in Detmold.
Wilhelm Arnold Eschenburg war ab 1818 verheiratet mit Elisabeth von Strombeck aus Braunschweig. Aus der Ehe gingen zehn Kinder hervor, von denen drei früh verstarben. Zwei seiner Söhne wanderten nach Amerika aus, zwei weitere blieben in Lippe: August Eschenburg war Jurist und Kabinettsminister, Arnold Eschenburg Arzt und Medizinalrat. Zwei seiner Töchter waren mit lippischen Juristen verheiratet, den Brüdern Fritz und Otto Preuß.